# Уфімцево
Уфі́мцево (рос. Уфмицево) — присілок у складі Промишленнівського округу Кемеровської області, Росія.

## Населення
Населення — 789 осіб (2010; 789 у 2002).
Національний склад (станом на 2002 рік):
- росіяни — 94 %